# 慕容復 (吐谷渾)
慕容 復（ぼよう ふく、生没年不詳）は、吐谷渾の首長。唐の青海国王。

## 生涯
唐の朔方節度副使・左金吾衛大将軍となった。798年、長楽都督・青海国王となり、烏地野抜勤豆可汗の号を嗣いだ。ほどなく死去した。慕容復の死後、可汗号の世襲は停止され、吐谷渾の慕容氏の封嗣は絶えた。

## 参考資料
- 『旧唐書』西戎伝
- 『新唐書』西域伝上